# 克里夫·本茨
克里夫·斯图尔特·本茨（英語：Cliff Stewart Bentz，1952年1月12日—），是一位美国律师、牧场主和政治人物，現任代表俄勒岡州第二國會選區眾議院議員。

## 外部連結
- Representative Cliff Bentz （页面存档备份，存于） official （页面存档备份，存于） U.S. House website
- Cliff Bentz for Congress
- Legislative website
- 美國國會國家人物傳記大辭典中的傳記
- 由華盛頓郵報維護的投票記錄
- 智慧投票计划中的傳記、投票紀錄及利益集團評級
- 聯邦選舉委員會中的競選財務報告和數據
- Biography from Yturri Rose LLC
- C-SPAN內的頁面（英文）